# 諸国民の中の正義の人

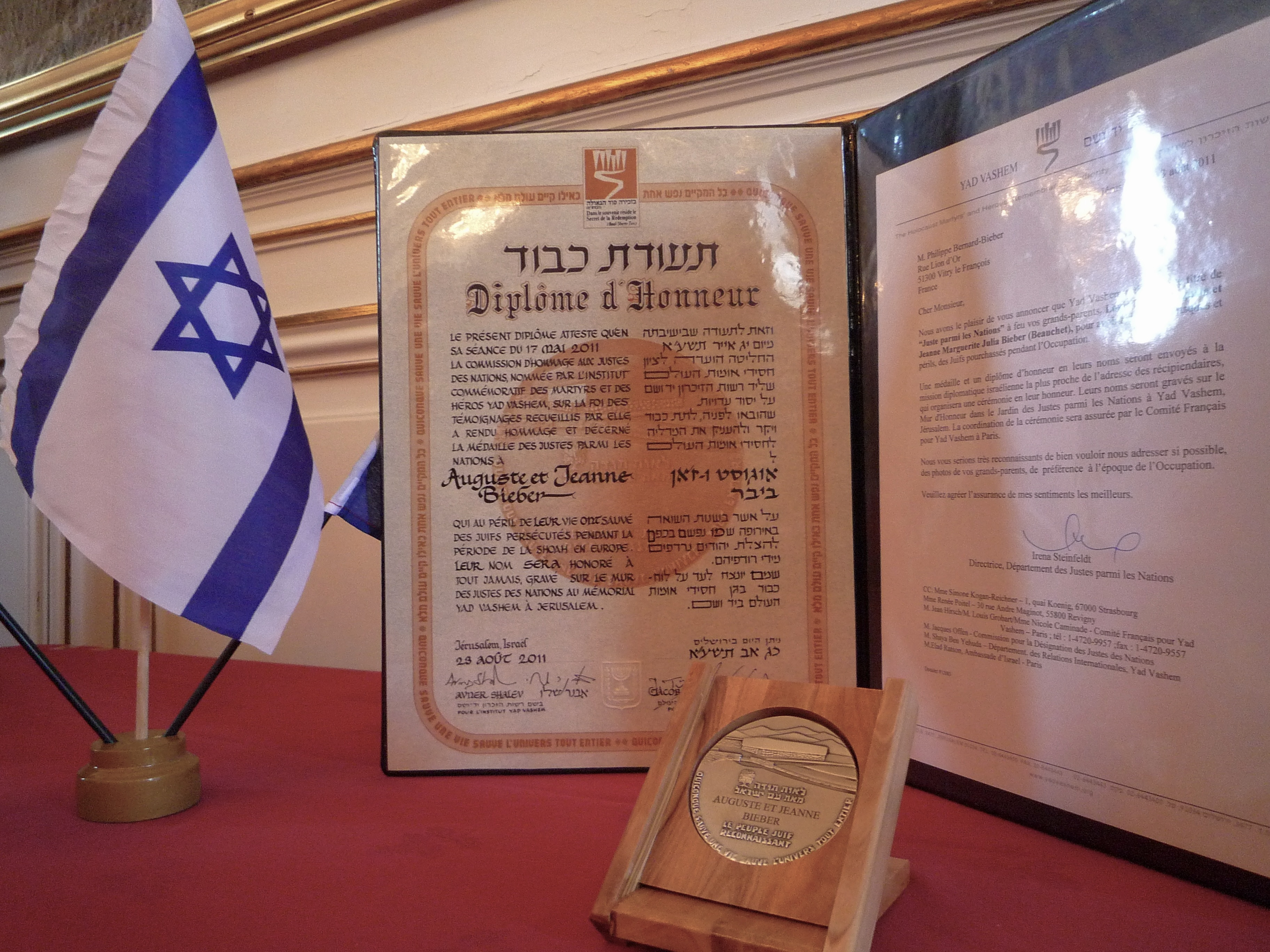
認定者に贈られる表彰状とメダル。

諸国民の中の正義の人（しょこくみんのなかのせいぎのひと、ヘブライ語: חסידי אומות העולם, Khasidei Umot HaOlam　英語: Righteous Among the Nations）とは、ナチス・ドイツによるユダヤ人絶滅、すなわちホロコーストから自らの生命の危険を冒してまでユダヤ人を守った非ユダヤ人の人々を表す称号。正義の異邦人（せいぎのいほうじん "Righteous foreigner"）とも呼ばれる。

## この用語の起源
正義の異邦人あるいは諸国民の中の正義の人という用語は本来ユダヤ人の伝統において、良心のある非ユダヤ人を呼ぶために使用されていた。ユダヤの伝統によると、モーセ五書、タルムード、口伝律法に入っている一連の諸法や諸訓示はユダヤ人に対して要求されたものである。これは進んで自らの義務を負った祖先から責務を引き継いでいると考えられるためである。伝統によってユダヤ人に課せられた613のミツワーに対して、非ユダヤ人はノアの法に示される比較的緩やかな倫理上の徳義を守るべきだとされている。

## 称号の授与
1963年より、イスラエル最高裁判所判事の一人が長を務める委員会が「諸国民の中の正義の人」の名誉ある称号を授与する責務を負うことになっている。この委員会は業務を遂行するに当たって一定の基準が設けられ、関連する全ての資料を詳細に調べる。こういった資料には、ホロコーストを生き残った人々やその他目撃者による証言も含まれる。「諸国民の中の正義の人」と認められた人はその氏名が記されたメダルと表彰状を授与され、イスラエルのエルサレムにあるヤド・ヴァシェム(Yad Vashem、ホロコースト記念館)内の「正義の人の庭園」にある「名誉の壁」にその氏名が記されることになる。以前は記念植樹がされていたが、多くの人に授けられて用地が足りなくなったため、代わりに「名誉の壁」に氏名が記され、その業績が永遠に記録される事になった。この表彰はユダヤ人を救った人々あるいは(その人がすでに亡くなっている場合)その最近親者に対して、イスラエル国内か、あるいは対象者の住んでいる国のイスラエルの在外公館で行われる。表彰式には地元自治体からの代表者が参列し、マスメディアで紹介される。
ヤド・ヴァシェム法ではヤド・ヴァシェムに対して次の権限を与えている：
「諸国民の中の正義の人に対し彼らの行為を表彰する名誉市民権(本人がすでに他界している場合はイスラエル国家の記念市民権)の授与」
諸国民の中の正義の人と認められた人々は誰でも、ヤド・ヴァシェムに対してその証明を申請することができる。本人がすでに他界している場合はその最近親者が亡くなった本人に対する諸国民の中の正義の人としての記念市民権授与を請求する権利がある。現在までに、ユダヤ人を救った人に協力した家族も含めて20,205人が諸国民の中の正義の人として認められ、8,000件の救助談が信頼できるものであると証明されている。ヤド・ヴァシェムの方針は、諸国民の中の正義の人の称号が請求される限り、またその基準を満たす確実な証拠によって確認される限り、その業務を続行することにある。

## 特典
- 正義の異邦人にはその平均収入に応じて毎月現金が支給される。加えて正義の異邦人とその配偶者に対しては公務員に支払われる給与の最高8日分の一時金が支払われる。国民健康保険法によって無料となっている医療サービスは正義の異邦人に対しても適用される[1]。
- 経済的困窮の状態にある諸国民の中の正義の人は、たとえどこに居住していても、正義の人のためのユダヤ人基金によって経済的援助を受けることが出来る。この基金はニューヨークに拠点を構える慈善団体であり、この目的のために設立された[2]。
- イスラエルには57人の正義の異邦人が、第二次世界大戦後に独りで或いはその家族と共に移住している。因みにATZUM教区自治体（ニーダーザクセン州ヴォルフェンビュッテル）ではイスラエルの社会保障パッケージ(NII)がカバーしていない様々な基本的保障を提供しており、「養孫縁組」、専門のヘルパー、また老人病学、歯科、眼科、および耳の治療や補助など、これまで11人の正義の異邦人に対し13,000米ドルを支給している。
- イスラエル建国功労者としての栄典、顕彰は別に用意されている。

## 国家や民族ごとの総計
| 出身国                   | 「諸国民の中の正義の人」の総計 | 備考 |
| ------------------------ | ------------------------------ | --- |
| ポーランド               | 6,992                          | ナチス・ドイツ占領下のポーランドでは、もしもユダヤ人をかくまっているのを見つかれば庇護者のみならず家族全員が死刑となった。これはナチス・ドイツによる占領法令のうち、他のヨーロッパの国々では全く見られない過酷なものであった。 |
| オランダ                 | 5,778                          | フレデリック・フィリップスやヤン・ズヴァルテンディクなどの他、インドネシア出身でオランダ在住だった2人及びスリナム出身者の1人が含まれる。                                                                                       |
| フランス                 | 4,099                          | |
| ウクライナ               | 2,634                          | |
| ベルギー                 | 1,751                          | エリザベート・ド・バヴィエールなど |
| リトアニア               | 904                            | |
| ハンガリー               | 867                            | セルヴァーンスキ・エンドレなど |
| イタリア                 | 714                            | 教皇ピウス12世、ヒュー・オフラハーティ神父、ジョルジョ・ペルラスカ、ジーノ・バルタリなど |
| ベラルーシ               | 660                            | |
| ドイツ                   | 627                            | オスカー・シンドラー、ヴィルム・ホーゼンフェルト、ハンス・フォン・ドホナーニなど |
| スロバキア               | 602                            | |
| ギリシャ                 | 355                            | アリス・オブ・バッテンバーグを含む |
| ロシア                   | 209                            | |
| セルビア                 | 139                            | |
| ラトビア                 | 138                            | |
| クロアチア               | 118                            | |
| チェコ                   | 118                            | ヴィクトール・クーフレルなど |
| オーストリア             | 110                            | アントン・シュミットなど |
| モルドバ                 | 79                             | |
| アルバニア               | 75                             | |
| ノルウェー               | 69                             | |
| ルーマニア               | 66                             | エレナ・ア・ロムニエイ王太后（ルーマニア王ミハイ1世の母）など |
| スイス                   | 49                             | |
| ボスニア・ヘルツェゴビナ | 47                             | ヘルツェゴヴィナを除く |
| アルメニア               | 24                             | |
| デンマーク               | 22                             | デンマークのユダヤ人を救った「デンマークレジスタンス運動」(Danish resistance movement)は1グループとして記録 |
| イギリス                 | 22                             | 有名なニコラス・ウィントンはユダヤ系なので本賞を受賞していない。 |
| ブルガリア               | 20                             | |
| 北マケドニア             | 10                             | |
| スロベニア               | 15                             | |
| スウェーデン             | 10                             | ラウル・ワレンバーグなど |
| スペイン                 | 9                              | |
| アメリカ合衆国           | 5                              | ヴァリアン・フライ(Varian Fry), フランスにおける緊急救助委員会(Emergency Rescue Committee, 略称ERC)代表のマーサ・シャープ(Martha Sharp)とウェイトスティル・シャープ(Waitstill Sharp)                                           |
| エストニア               | 3                              | ウコ・マシングUko Masing |
| ポルトガル               | 3                              | アリスティデス・デ・ソウザ・メンデス、在ボルドーポルトガル領事館総領事 |
| ブラジル                 | 2                              | ルイズ・マルティンス・デ・ソウザ・ダンタス(Luiz Martins de Souza Dantas) |
| 中華民国                 | 2                              | 潘均順(Pan Jun Shun)及び、何鳳山、在ウィーン中華民国領事 |
| インドネシア             | 2                              | |
| チリ                     | 2                              | |
| ペルー                   | 2                              | |
| キューバ                 | 1                              | |
| エクアドル               | 1                              | |
| エジプト                 | 1                              | |
| エルサルバドル           | 1                              | |
| ジョージア               | 1                              | |
| アイルランド             | 1                              | メアリー・エルムズ |
| 日本                     | 1                              | 杉原千畝、在カウナス大日本帝国領事館領事代理 |
| ルクセンブルク           | 1                              | ヴィクトール・ボドソン(Victor Bodson)、司法大臣および国会議長 |
| モンテネグロ             | 1                              | |
| トルコ                   | 1                              | セラハティン・ウルクメン、在ロドス島トルコ領事館総領事 |
| ベトナム                 | 1                              | |
| 総計                     | 27,362                         | 2019年1月1日現在(ヤド・ヴァシェムによる) |